# مترادف

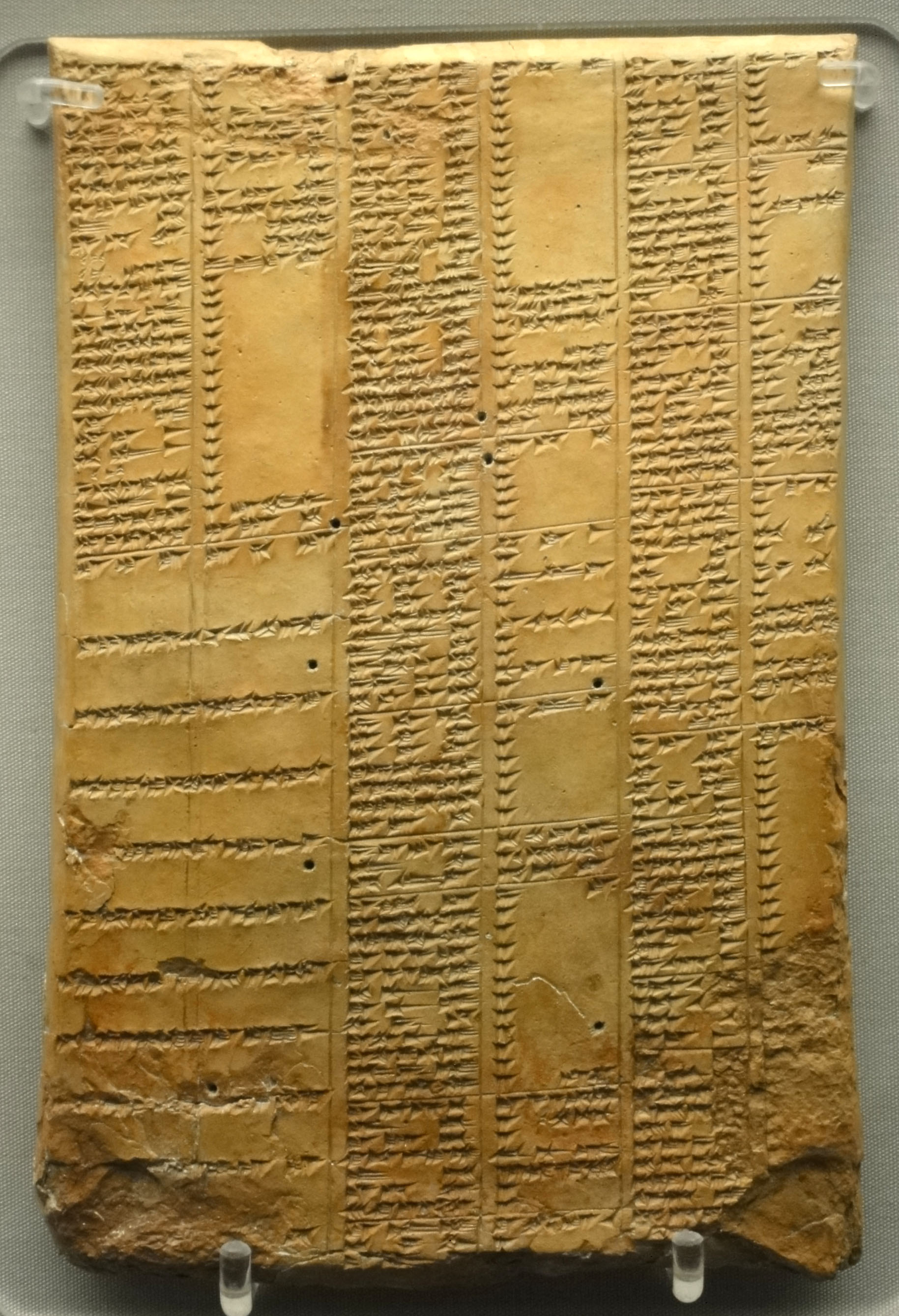
فهرست کلمات مترادف نوشته‌شده به خط میخی بر روی لوحی ساخته‌شده با خاک رس در دوره امپراتوری نئو آشوری. ارجاع:.

هم‌معنا (به انگلیسی: Synonym) یا مترادف یا هم‌چم عبارتی است که در یک زبان معنای دقیقاً برابر یا تقریباً برابری با واژه یا عبارت دیگری دارد. به واژگان مترادف، هم‌معنی و هم‌ردیف نیز گفته می‌شود و به عبارت دیگر توضیح دربارهٔ یک کلمه یا فراخوانی فهرستی از واژه‌های هم‌معنی است.
از نظر زبان‌شناسی واژگان مترادف معمولاً برای پرهیز از تکرار واژگان در جمله، استفاده شده و از منظر ادبی نیز بر زیبایی و غنای متن می‌افزایند.
واژهٔ وام گرفته شده از زبان‌های دیگر، اگر با واژهٔ موجود در زبان میزبان هم‌معنی باشد می‌تواند به عنوان مترادف آن به کار رود. مانند: تغییر و دگرگونی. در این صورت به علت ورود واژگان عربی در زبان فارسی می‌توان واژگان داخل شده را مترادف دانست. در برخی موارد نیز هردو واژهٔ مترادف وام گرفته شده هستند، مانند: صولت و هیبت. با این همه، واژگان مترادف الزاماً نیاز نیست از واژگان وام‌ گرفته شده باشند، مانند: کُشنده و مرگبار. 
در زبان انگلیسی نیز واژه‌های car و automobile مترادف یکدیگر هستند.

## تاریخچه لغات مترادف در زبان فارسی
یکی از اولین کتبی که در زمینهٔ مترادفات زبان فارسی تألیف شده «فرهنگ مترادفات و اصطلاحات» محمدپادشاه صاحب فرهنگ آنندراج است.
نخستین گنج‌واژه (تزاروس(به انگلیسی: Thesaurus)) علمی فارسی به فارسی «فرهنگ بیان اندیشه‌ها» تألیف دکتر محسن صبا است که در سال ۱۳۶۶ منتشر شد. کتاب فرهنگ طیفی منتشر شده در سال ۱۳۷۸ به‌صورتی روشمندتر تهیه شد. (از همان منبع).
استفاده از کلمه تزاروس نخست در سال ۱۸۵۲ با انتشار کتاب «اصطلاحنامه لغات و عبارات انگلیسی» اثر پیترمارک روژه (۱۷۷۹–۱۸۶۹) آغاز شد. هدف این کتاب کمک به افرادی است که قصد یافتن اصطلاحات دقیق برای بیان اندیشه‌های خود دارند. تزاروس روژه در واقع نوعی رده‌بندی اصطلاحات است و ارزش آن در شیوه ارتباط دادن مفاهیم به یکدیگر است. از اوایل قرن بیستم با پیشرفت علم اطلاع‌رسانی اصطلاحنامه به‌عنوان ابزاری که می‌تواند اطلاعات مورد نیاز را در هر زمینه بازیابی کند، مورد توجه خاص قرار گرفت. در سال ۱۹۵۱، هانس پیتر لون تحت تأثیر روش تزاروس روژه تصمیم گرفت کلماتی را که از نظر مفهومی با یکدیگر مرتبط بودند، دسته‌بندی کند.